# Bonheur académie
Pour plus de détails, voir Fiche technique et Distribution.
Bonheur académie est une comédie dramatique française réalisée par Alain Della Negra et Kaori Kinoshita, sortie en 2017.

## Synopsis
Bien décidées à trouver l’âme sœur Lily et Dominique partent sous le soleil de Croatie au camp d'été annuel organisé par Raël. Entre ateliers d’éveil, méditation et quête du bonheur, les deux jeunes femmes se disputent les faveurs d’un chanteur à succès, Arnaud Fleurent-Didier.

## Fiche technique
- Titre original : Bonheur académie
- Réalisation : Alain Della Negra et Kaori Kinoshita
- Scénario : Alain Della Negra, Kaori Kinoshita et Rose Philippon
- Décors :
- Costumes : François-Louis Delfolie
- Photographie : Yoann de Montgrand
- Montage : Nicolas Boucher
- Musique : Arnaud Fleurent-Didier et Dorothée de Koon
- Producteur : Emmanuel Chaumet
  - Producteur exécutif : Mathilde Delaunay
- Production : Ecce Films
- Distribution : Epicentre Films
- Pays de production :  France
- Format : couleur
- Genre : comédie dramatique
- Durée : 75 minutes
- Date de sortie :
  - France : 28 juin 2017

## Distribution
- Laure Calamy : Lily
- Michèle Gurtner : Dominique
- Arnaud Fleurent-Didier : le chanteur
- Benoît Forgeard : Bruno